# Віннебаго (округ, Айова)
Шаблон:StateAbbr_ 43°22′44″ пн. ш. 93°43′55″ зх. д. / 43.378888888889° пн. ш. 93.731944444444° зх. д.
Округ Віннебаго (англ. Winnebago County) — округ (графство) у штаті Айова, США. Ідентифікатор округу 19189.

## Історія
Округ утворений 1847 року.

## Демографія
За даними перепису
2000 року
загальне населення округу становило 11723 осіб, зокрема міського населення було 3935, а сільського — 7788.
Серед мешканців округу чоловіків було 5728, а жінок — 5995. В окрузі було 4749 домогосподарств, 3182 родин, які мешкали в 5065 будинках.
Середній розмір родини становив 2,91.
Віковий розподіл населення поданий у таблиці:
| Стать    | До 15 років | 15-21 | 22-29 | 30-39 | 40-49 | 50-65 | 65-85 | Понад 85 |
| -------- | ----------- | ----- | ----- | ----- | ----- | ----- | ----- | -------- |
| Чоловіки | 1161        | 724   | 475   | 680   | 942   | 860   | 776   | 110      |
| Жінки    | 1110        | 657   | 422   | 669   | 926   | 879   | 1032  | 300      |

## Суміжні округи
- Фріборн, Міннесота — північний схід
- Ворт — схід
- Серро-Гордо — південний схід
- Генкок — південь
- Кошут — захід
- Феріболт, Міннесота — північний захід

## Виноски
1. ↑  U.S. Decennial Census. United States Census Bureau. Архів оригіналу за 4 квітня 2018. Процитовано 20 липня 2014.
2. ↑  Historical Census Browser. University of Virginia Library. Архів оригіналу за 11 серпня 2012. Процитовано 20 липня 2014.
3. ↑  Population of Counties by Decennial Census: 1900 to 1990. United States Census Bureau. Архів оригіналу за 22 квітня 2014. Процитовано 20 липня 2014.
4. ↑  Census 2000 PHC-T-4. Ranking Tables for Counties: 1990 and 2000 (PDF). United States Census Bureau. Архів оригіналу (PDF) за 18 грудня 2014. Процитовано 20 липня 2014.
5. ↑  State & County QuickFacts. United States Census Bureau. Архів оригіналу за 22 липня 2011. Процитовано 20 липня 2014.(англ.) Наведено за англійською вікіпедією.
6. ↑  American FactFinder. Бюро перепису населення США. Архів оригіналу за 26 лютого 2012. Процитовано 31 січня 2008.

| США | Це незавершена стаття з географії США. Ви можете допомогти проєкту, виправивши або дописавши її. |